# Ерих Марија Ремарк
Ерих Марија Ремарк (Оснабрик, 22. јун 1898 — Локарно, 25. септембар 1970) је био псеудоним немачког књижевника Ериха Паула Ремарка.

## Биографија
Ерих Паул Ремарк је рођен у Оснабрику у радничкој породици католичке вероисповести. Са 18 година одлази на фронт у Првом светском рату где је убрзо и рањен. После рата мења презиме „Remark“ у „Remarque“ које је било и првобитно презиме његове породице све док га није променио Ремарков деда. Да би преживео, радио је многе послове, укључујући и посао библиотекара, пословног човека, учитеља, новинара и издавача.
Године 1929. Ремарк објављује роман „На западу ништа ново“ (Im Westen nichts Neues) под именом Ерих Марија Ремарк (средње име је променио у знак сећања на мајку). У роману се описује суровост рата посматрана из перспективе деветнаестогодишњег војника. Ремаркова популарност нагло почиње да расте а у он у својим следећим делима најчешће описује ратне и поратне године.
Године 1933. нацистички режим забрањује и спаљује Ремаркове књиге и покреће пропагандну кампању тврдећи да Ремарк вуче порекло од француских Јевреја и да је презиме Ремарк у ствари „Крамер“ читано уназад. Упркос томе што никад није доказана, ова информација се појављује и у неким новијим Ремарковим биографијама. Ремарк се 1931. преселио у Швајцарску а 1939. емигрирао је у САД са својом првом женом, Илсом Жан Замбуи да би 1947. Ремаркови постали пуноправни грађани САД. Пар се враћа у Швајцарску 1948. године, потом се разводе, а Ремарк се 1958. жени са холивудском глумицом Полет Годард.
Ерих Марија Ремарк је умро 1970. године у 72. години живота.

## Рани живот
Ремарк је рођен 22. јуна 1898. као Ерих Пол Ремарк, у породици Петера Франца Ремарка и Ане Марије (девојачки Шталкнехт), радничке римокатоличке породице у Оснабрику. Никада није био близак са оцем књиговезцем, али је био близак са мајком и почео је да користи средње име Марија после Првог светског рата у њену част. Ремарк је био треће од четворо деце Петра и Ане. Његова браћа и сестре били су његова старија сестра Ерна, старији брат Теодор Артур (који је умро са пет или шест година) и млађа сестра Елфрид.
Његово презиме је промењено у Remarque када је објавио На западу ништа ново у част својих француских предака и да би се одвојио од свог ранијег романа Die Traumbude. Његов деда је променио правопис из Remarque у Remark. Истраживање Ремарковог пријатеља из детињства и с којим се дружио целог живота Ханс-Герда Раба доказало је да је Ремарк заправо имао француске претке – његов прадеда Јохан Адам Ремарк, који је рођен 1789. године, потиче из француске породице у Ахену. Ово је у супротности са неистином – коју је овековечила нацистичка пропаганда – да је његово право презиме било Крамер („Ремарк“ написано уназад) и да је био Јевреј.

## Војна служба
Током Првог светског рата, Ремарк је регрутован у Царску немачку војску са 18 година. Дана 12. јуна 1917, пребачен је на Западни фронт, Другу чету резерве, теренског складишта 2. гардијске резервне дивизије у Хем-Ленглету. Дана 26. јуна 1917, постављен је у 15. резервни пешадијски пук, 2. чету, инжињеријски вод Бете, и борио се у рововима између Торхута и Хоутулста. Дана 31. јула 1917, рањен је гелером гранате у леву ногу, десну руку и врат, а након медицинске евакуације са терена враћен је у војну болницу у Немачкој где је провео остатак рата опорављајући се од задобијених рана, пре него што је демобилисан из војске.
После рата наставио је са учитељским усавршавањем и радио је од 1. августа 1919. као учитељ основне школе у Лохну, у то време у округу Линген, сада у округу Бентајм. Од маја 1920. радио је у Клајн Берсену у некадашњем округу Химлинг, сада Емсланд, а од августа 1920. у Нахну, који је од 1972. у саставу Оснабрика. Дана 20. новембра 1920. поднео је захтев за одсуство са наставе. Ремарк је у овој фази свог живота радио на више различитих послова, укључујући библиотекар, бизнисмен, новинар и уредник. Његов први плаћени посао писања био је као технички писац за компанију Continental Rubber Company, немачког произвођача гума.

## Књижевна каријера
Ремарк је своје прве покушаје писања начинио са 16 година. Међу њима су били есеји, песме и почеци романа који је касније завршен и објављен 1920. као Соба из снова (Die Traumbude). Између 1923. и 1926. такође је написао сценарио за серију стрипова Der Contibuben, које је нацртао Херман Шуц, објављену у часопису Echo Continental, публикацији компаније за гуму Continental AG.
По повратку из рата, ратни злочини заједно са мајчином смрћу изазвали су код њега велику психичку трауму и тугу. У каснијим годинама као професионални писац, почео је да користи „Марија“ као своје средње име уместо „Паул“, у знак сећања на своју мајку. Када је објавио На западу ништа ново, његово презиме је враћено на ранији правопис – од Remark до Remarque – да би се дистанцирао од свог романа Die Traumbude.
Дана 10. маја 1933. године, на иницијативу нацистичког министра пропаганде Јозефа Гебелса, Ремарково писање је јавно проглашено „непатриотским“ и забрањено у Немачкој. Примерци његових дела су уклоњени из свих библиотека и забрањена је продаја или објављивање било где у земљи.
Немачка је брзо тонула у тоталитарно друштво, што је довело до масовних хапшења елемената становништва које нови владајући поредак није одобравао. Ремарк је напустио Немачку да би живео у својој вили у Швајцарској. Ремарково француско порекло као и његову католичку веру такође су јавно напали нацисти. Они су наставили да осуђују његове списе у његовом одсуству, проглашавајући да свако ко би променио правопис свог имена са немачког „Remark“ у француски „Remarque“ не може бити прави Немац. Нацисти су даље изнели лажну тврдњу да Ремарк није био у активној служби током Првог светског рата. Године 1938, Ремарку је одузето немачко држављанство. Године 1939, он и његова бивша жена су се поново венчали да би спречили њену репатријацију у Немачку. Непосредно пре избијања Другог светског рата у Европи, из Порто Ронка, Швајцарска, отишли су у Сједињене Државе. Постали су натурализовани држављани Сједињених Држава 1947. године.
Ремарк је наставио да пише о немачком искуству после Првог светског рата. Његов роман, Три ратна друга (Drei Kameraden), обухвата године Вајмарске републике, од хиперинфлације 1923. до краја деценије. Његов четврти роман, Љуби ближњега свога (на немачком под називом Liebe deinen Nächsten, први пут се појавио у серијској верзији у енглеском преводу у часопису Collier's 1939. Провео је још годину дана ревидирајући текст за његову књигу објављену 1941. године, на енглеском и немачком. Његово следеће дело, роман Тријумфална капија, први пут је објављен 1945. године на енглеском, а следеће године на немачком као Arc de Triomphe. То је био још један инстант бестселер, достигавши је светску продају од скоро пет милиона. Његов последњи роман је био Сенке у рају. Написао га је док је живео на локацији 320 Ист 57. улица у Њујорку. Та стамбена зграда је „играла истакнуту улогу у његовом роману“.
Године 1943, нацисти су ухапсили његову најмлађу сестру, Елфрид Шолц која је са мужем и двоје деце остала у Немачкој. После суђења у озлоглашеном Volksgerichtshof (Хитлеров вануставни „народни суд”), проглашена је кривом за „подривање морала” јер је изјавила да сматра да је рат изгубљен. Председник суда Роланд Фрајслер је изјавио: „Ihr Bruder ist uns leider entwischt—Sie aber werden uns nicht entwischen“ („Ваш брат је, нажалост, ван нашег домашаја – ви нам, међутим, нећете побећи“). Шолцова је обезглављена 16. децембра 1943. године. Ремарк је касније рекао да је његова сестра била укључена у активности отпора против нациста.
У егзилу, Ремарк није знао за судбину своје сестре Елфриде све до после рата. Њој ће посветити свој роман Искра живота (Der Funke Leben) из 1952. године. Посвета је изостављена у немачкој верзији књиге, наводно зато што су га неки Немци још увек сматрали издајником.

## Лични живот
Ремарков први брак је био са глумицом Илсе Јута Замбона 1925. године. Брак је био буран и неверан са обе стране. Ремарк и Замбона су се развели 1930. године, али су 1933. заједно побегли у Швајцарску. Године 1938. су се поново венчали, како би спречили њен повратак у Немачку, а 1939. су емигрирали у Сједињене Државе где су обоје постали натурализовани држављани 1947. године. Поново су се развели 20. маја 1957, овог пута заувек. Илсе Ремарк је умрла 25. јуна 1975.
Током 1930-их, Ремарк је имао везе са аустријском глумицом Хеди Ламар, мексичком глумицом Долорес дел Рио и немачком глумицом Марлен Дитрих. Афера са Дитриховом почела је у септембру 1937. када су се срели на Лиду док су били у Венецији на филмском фестивалу и трајала најмање до 1940. одржавана углавном путем писама и телефонских позива. Избор њихових писама објављен је 2003. у књизи „Sag mir, daß du mich liebst"“ („Реци ми да ме волиш“), и затим у представи Пума из 2011. године.

## Романи
- Уточиште машта (Die Traumbude), 1920.
- Гем, 1924.
- На западу ништа ново (Im Westen nichts Neues), 1929.
- Повратак (Der Weg zurück), 1931.
- Три ратна друга (Drei Kameraden), 1936.
- Љуби ближњега свога (Liebe deinen Nächsten), 1941.
- Тријумфална капија (Arc de Triomphe), 1946.
- Искра живота (Der Funke Leben), 1952.
- Време живота и време смрти (Zeit zu leben und Zeit zu sterben), 1954.
- Црни обелиск (Der schwarze Obelisk), 1956.
- Небо не зна за миљенике (Der Himmel kennt keine Günstlinge), 1961.
- Ноћ у Лисабону (Die Nacht von Lissabon), 1963.
- Сенке у рају (Schatten im Paradies), издато после његове смрти, 1971.

Његове књиге су преведене на чак 58 језика.